# Meskó János
Csanádi Meskó János (Szamosújvár, 1805. – Makó, 1892. január 10.) orvosdoktor, királyi tanácsos, megyei főorvos.

## Életpályája
Középiskoláinak bevégzése után az orvosi pályára lépett és 1830-ban a pesti egyetemen nyert orvosdoktori oklevelet. 1835-től kezdve Csanád megye főorvosa volt és 40 éves jubileuma alkalmából szolgálatai elismeréséül a királyi tanácsosi címet nyerte el. 1885-ben 50 éves főorvosi jubileuma alkalmával „ő felségétől a közegészség terén szerzett érdemeiért a »csanádi« előnevet”, címeres nemesi oklevelet kapott.
Cikke az Orvosi Tárban (V. 1832. Véres guta, jeles kóreset).

## Munkája
- Dissertatio inaug. pharmacologico-medica de camphora Budae, 1830.